# Maison d'Hippolytus

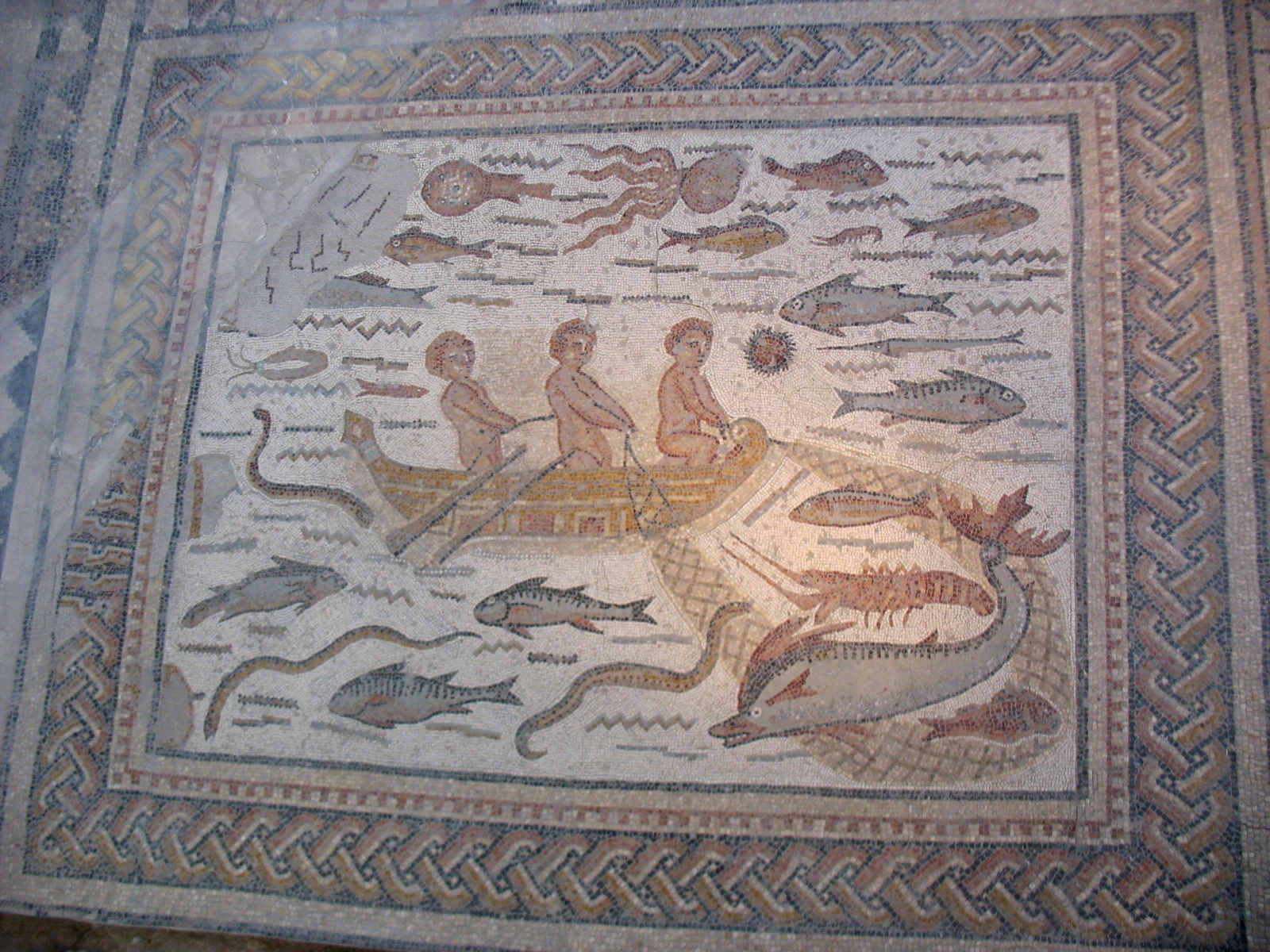
Mosaïque de la maison d'Hippolytus.

La maison d'Hippolytus est un site archéologique muséifié situé dans la ville d'Alcalá de Henares en Espagne et qui fait partie du site archéologique de Complutum.

## Contexte historique
À l'arrivée des Romains, la zone connut une période de turbulences, puisque la Carpetanie est conquise par ces derniers. Puis, le couloir de l'Henares connaît une forte activité à l'époque de l'Empire romain, dans une période comprise entre Ier siècle av. J.-C. et jusqu'à la fin de l'Antiquité tardive, autour du Ve siècle. Complutum, qui apparaît déjà comme une cité dès 80 av. J.-C., devient un point important géostratégique par son positionnement entre des routes importantes et secondaires.
Le romanisation commence dans la population indigène de la colline del Viso, à mesure que s'étendait le réseau routier mis en place par les Romains. Lors de la paix romaine sous les règnes d'empereurs comme Trajan ou sous la dynastie des Antonins au IIe siècle, la population commence à descendre au pied de la colline à la recherche d'une zone moins pentue, plus fertile et surtout permettant une meilleure communication au niveau des transports.
La zone qu'occupait le site archéologique de Complutum, et où se trouve la maison d'Hippolytus est la suivante : de la colline del Viso jusqu'à l'actuelle route nationale 2 (pour le sens nord-sud) et à la rivière Torote jusqu'aux portes de Madrid et de Santa Ana (pour la direction est-ouest). Cette délimitation n'exclut pas l'existence de bâtiments à l'écart du site archéologique, comme la villa découverte découverte en 1970 à la hauteur de l'ermitage de Nuestra Señora del Val.

## Description
Le site connu aujourd'hui comme Maison de Hippolytus était dans l'Antiquité, le siège du Collège des Jeunes de Complutum. Il est intéressant du point de vue de l'étude de la culture de l'époque de noter que toutes les structures documentées sur l'édifice appartiennent au domaine du loisir.
Dans la salle avec la plus grande dimension, apparaît une mosaïque de grande taille qui représente une scène de pêche. L'œuvre est signée par Hippolytus, un maître des mosaïques, probablement d'origine nord-africaine (peut-être dans l'actuelle Tunisie), qui réalisa cette mosaïque pour l'une des familles les plus importantes de la cité.

## Création du musée

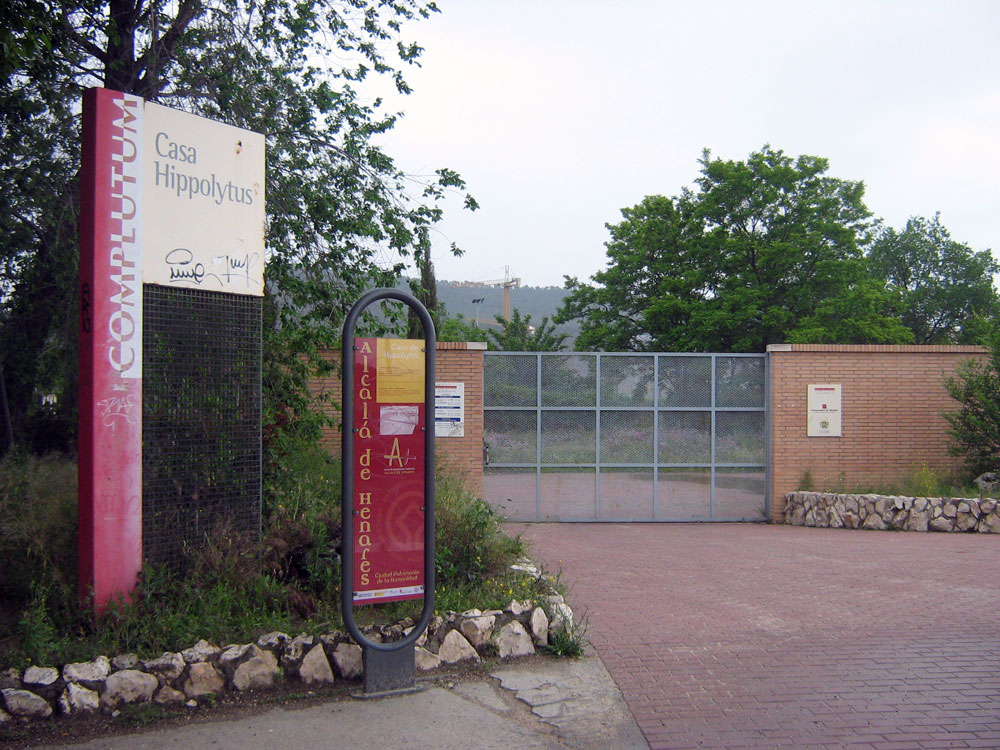
Accès au site de la maison d'Hippolytus

La création du musée se présente comme pionnière dans ce domaine dans la Communauté de Madrid, car c'est un des rares sites visités dans cette région. La maison d'Hippolytus en tant que telle a été enveloppée dans le bâtiment via des passerelles qui permettent une meilleure perspective des objets appartenant au musée.
La partie centrale de la visite est la « mosaïque des pêcheurs ». Mais le site archéologique offre également de nombreuses informations à propos de divers aspects du monde romain, comme l'urbanisme, la peinture ou le loisir. Le site comporte ainsi de nombreuses mosaïques et peintures dans leurs cadres historiques.

## Annexe